# Oxynooidea
Oxynooidea Stoliczka, 1868 (1847) è una superfamiglia di molluschi gasteropodi marini appartenenti al superordine Sacoglossa.

## Tassonomia
La superfamiglia comprende le seguenti famiglie:
- Cylindrobullidae Thiele, 1931
- Juliidae E. A. Smith, 1885
- Oxynoidae Stoliczka, 1868 (1847)
- Volvatellidae Pilsbry, 1895

Sinonimi
- Oxynoeidae  sinonimo di Oxynoidae Stoliczka, 1868 (1847) (variazione ortografica)
- Volvatellinae Pilsbry, 1895  sinonimo di Volvatellidae Pilsbry, 1895 (classificazione originale)